# Нардаранський замок
Нардаранський замок (азерб. Nardaran qalası ) — замок у селищі Нардаран в Азербайджані, побудований в 1301 році архітектором Махмудом сином Са'ді на півночі Апшеронського півострова . Висота вежі 12,5 м. Вона розташована в центрі квадратного двору, обнесеного кам'яними стінами заввишки 6 мерів, що має кутові башти з бар'єром і бійницями. Дату споруди (700 рік хіджри) та ім'я зодчого повідомляють наявні на її фасаді два написи.

## Споруда замку
Наявні на фасаді вежі два написи повідомляють дату спорудження 700 рік хіджри (1301 рік) та ім'я зодчого — Махмуд, син Са'да  (або Махмуд, син Сеїда ).

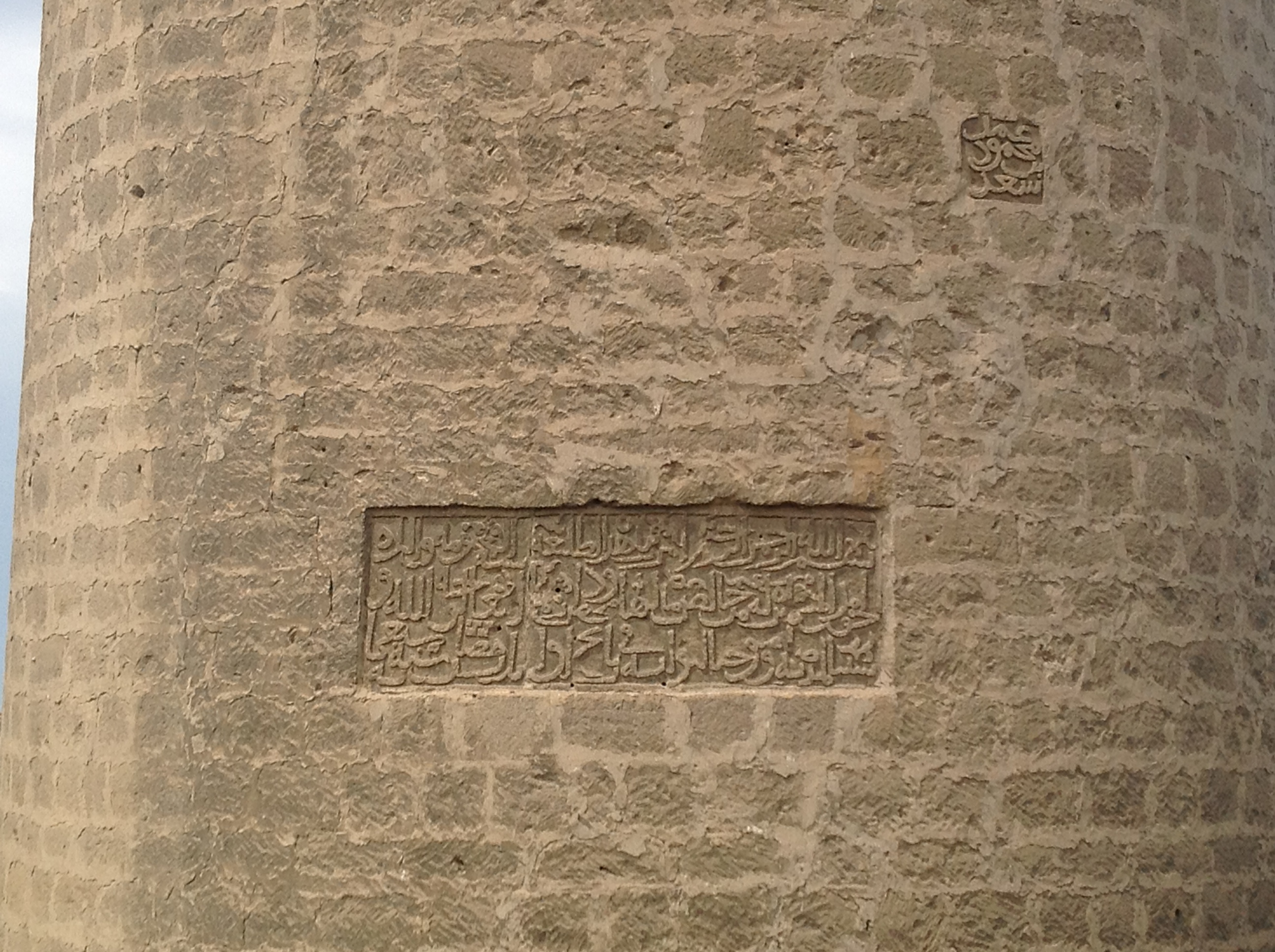
Арабські написи на фасаді вежі

Так, над входом до центральної вежі, на висоті другого поверху є два написи, висічені з каменю. Перший великий напис свідчить  :
|  | В ім'я Аллаха! милостивого, милосердного. Наказала будувати цю таліу (військову вежу) ... мати ... на власні чисті засоби і гроші з метою (споглядати) особа боже, щоб догодити йому і заслужити його нагороди. Дата: початок рамазана року сімсот |

Дещо вище першої, на схід від її другий напис значно менших розмірів говорить  :
|  | Работа Махмуда сина Са'да. |

Останній напис дає ім'я майстра, який побудував також стару мечеть і мінарет в селищі Шихово в XIV столітті і мечеть у Бакинській фортеці під назвою «Молла-Ахмед-мечеть», із зазначенням дати 1300 року і з ім'ям майстра  .
Всі три споруди говорять про неабиякі здібності майстра, добре знайомого з характером фортечних споруд, який володів художнім чуттям, що добре видно по мінарету в Шихово, що вирізнявся прекрасними пропорціями окремих частин, чітким струнким силуетом і красивим гратчастим різьбленим орнаментом, що прикрашали балюстраду балкона мінарету  .

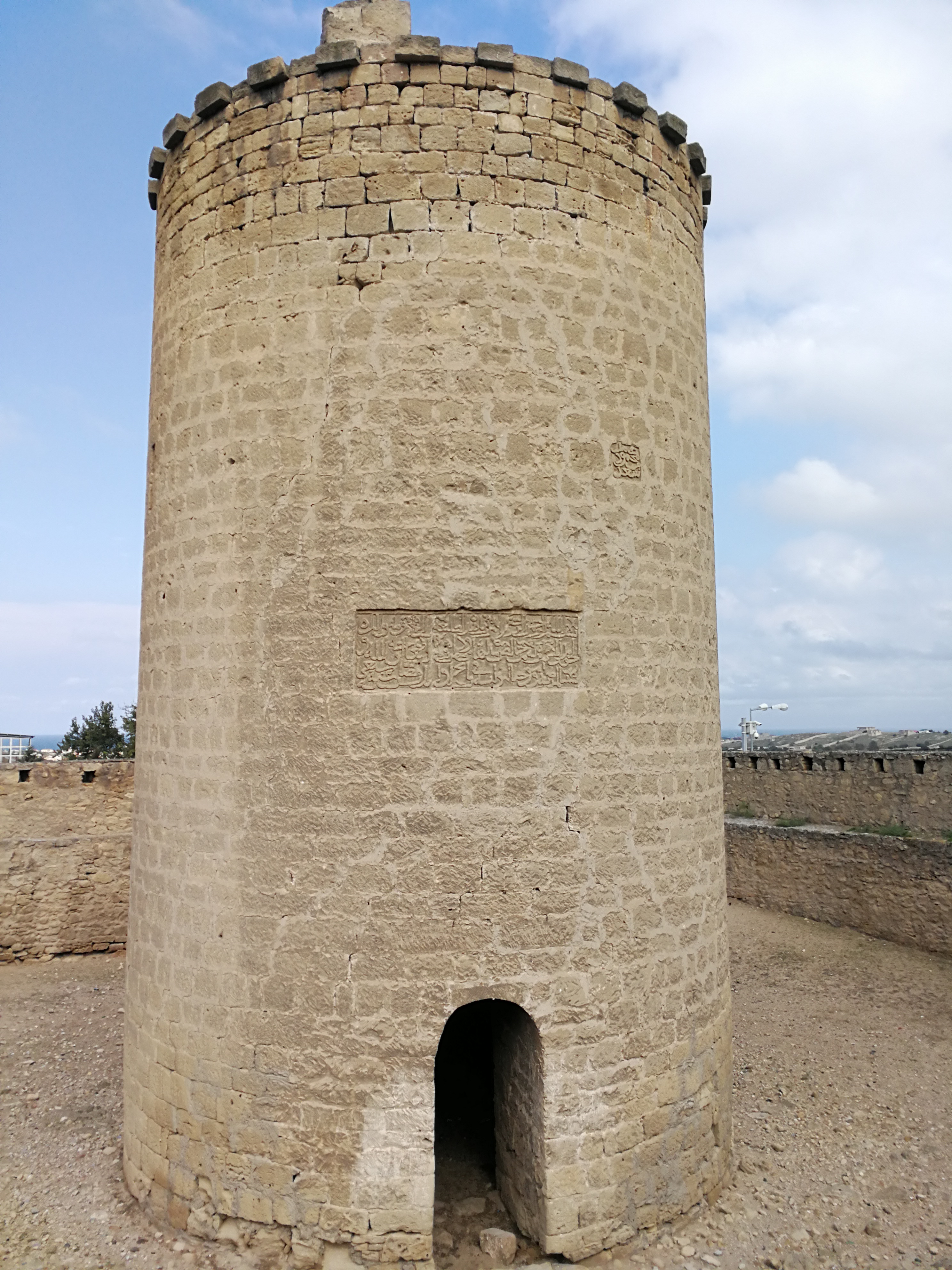
Нардаранська вежа.

## Архітектура замку
Висотою 12,5 метрів цей замок розташований в центрі квадратного двору, обнесеного кам'яними стінами заввишки 6 метрів. Ця кам'яна стіна має кутові башти з бар'єром і бійницями. По висоті вежа складається з трьох ярусів, перекритих кам'яними плоскими купольними склепіннями і пов'язаних між собою кам'яними сходами. Вежа складена з місцевого каменю  .

Але саме по собі географічне положення Нардаранськойї вежі говорить про те, що тут не могло бути передового укріплення. Подібні зміцнення будувалися лише там, звідки можна було чекати нападу, для Апшерону такими районами були його західні межі і морське узбережжя. Нардаранська вежа знаходиться досить далеко як від західних кордонів Апшерону, так і від його узбережжя. 

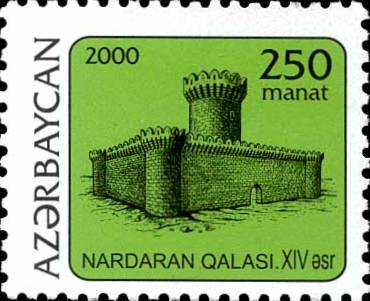
Поштова марка Азербайджану, 2000.